# ETS2
La protéine C-ets-2 (V-ets erythroblastosis virus E26 oncogene homolog 2 (avian) ou ETS2) est une protéine codée chez l'humain par le gène ETS2, situé sur le chromosome 21 humain. La protéine codée par ce gène appartient à la famille des facteurs de transcription ETS.

## Interactions
La protéine ETS2 s'est montrée être capable d'interagir avec :
- ZMYND11[7]
- ERG[8]
- Cdk10[9]
- c-Jun[8]